# Ferdinando Maria Pignatelli
Ferdinando Maria Pignatelli (Napels, 9 juni 1770 – Palermo, 10 mei 1853) was een edelman van het huis Pignatelli, theatijns priester en Italiaans prelaat. Pignatelli was kardinaal-aartsbisschop van Palermo en primaat van Sicilië in het koninkrijk der Beide Siciliën vanaf 1839 tot zijn overlijden.

## Levensloop
Hij groeide op als edelman in het koninkrijk Napels. De familie Pignatelli kende een paus, Innocentius XII, op het eind van de 17e eeuw. Pignatelli’s ouders waren Giovanni Pignatelli, prins van Monteroduni, en dame Lucrezia Mormile. Een verwant van hem, Domenico Pignatelli di Belmonte, was kardinaal-aartsbisschop van Palermo en Monreale voor hem.
Pignatelli trad binnen in de orde der theatijnen in Napels. Hij studeerde theologie aan de universiteit van Genua. In 1793 werd hij tot priester gewijd. Nadien was Pignatelli docent voor zijn kloosterorde. Tijdens de Franse bezetting van Napels was hij werkloos. Bij de terugkeer van het Huis Bourbon zorgde hij ervoor de verspreide theatijnen terug te brengen naar Napels.
Hij maakte carrière bij de theatijnen. Van 1824 tot 1836 was hij generaal-overste der theatijnen. Nadien was hij consulent in de Curie in Rome, meer bepaald aan de congregatie Propaganda Fide, later Congregatie voor de Evangelisatie der Volkeren geheten.
Bij pauselijke brief behaalde hij de graad van doctor in de theologie (1839). Een week later werd hij verkozen tot aartsbisschop van Palermo in het koninkrijk der Beide Siciliën, met steun van koning Ferdinand II. Met dit ambt ging de titel gepaard van primaat van Sicilië. Nog in 1839 verleende paus Gregorius XVI hem de kardinaalshoed. Zijn titelkerk was de Santa Maria della Vittoria in Rome.
Het Palermo dat deze Napolitaanse prelaat aantrof was niet rooskleurig. Priesters waren vermoord naar aanleiding van de cholera-epidemie van 1836, de priesteropleiding was ondermaats en de discipline bij geestelijken was zoek. Hij bouwde aan het priesterseminarie (1840), restaureerde de kathedraal (1844) en het Collegio di Maria della Sapienza (1844).
Bovendien brak in 1848 de revolutie uit; het koninkrijk Sicilië scheurde zich af van de Beide Siciliën. Pignatelli koos de zijde van de Bourbondynastie, onder meer met zijn herderlijk schrijven gericht tegen opruiende geschriften. Koning Ferdinand II verleende hem de Heilige Militaire Constantijnse Orde van Sint-Joris. Voor Ferdinand II was Pignatelli zijn contactpersoon met de Pauselijke Staat.
De laatste zes jaren van zijn leven was Pignatelli ziek en uiteindelijk bedlegerig. Hij werd begraven in de kathedraal van Palermo (1853). Bij testament deed hij schenkingen aan Roomse instellingen in Napels, onder meer aan het priesterseminarie en het ziekenhuis voor zieke priesters.